# Antanas Julijonas Gravrogkas

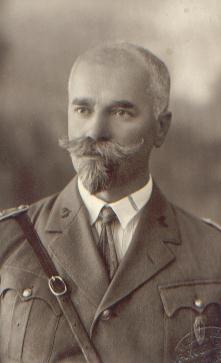

Antanas Julijonas Gravrogkas (Antoni Julijan Gravrogc; * 18. Mai 1880 in Šeduva; † 1. April 1958 in Kaunas) war ein litauischer Ingenieur, Mechaniker und Politiker.

## Leben
Seine Urgroßeltern Gravrogk kamen im 17. Jahrhundert aus Westfalen nach Nordlitauen. Julijonas Gravrogkas besuchte die Schule in  Telšiai und von 1892 bis 1893 das Gymnasium in Mintauja (Jelgava, Lettland). 1899 absolvierte er das Gymnasium Šiauliai. Ab 1900 studierte er an der Universität Petersburg in Russland. Von 1903 bis 1910 absolvierte er das Technologieinstitut in Petersburg. Von 1922 bis 1924 lehrte er an der Universität Kaunas (VDU), ab 1925 als Dozent. Von 1932 bis 1933 war er Bürgermeister der Stadtgemeinde Kaunas. Ab 1950 lehrte er an der Technischen Universität Kaunas.
Er war Vizepräsident von Lietuvos šaulių sąjunga.

## Bibliografie
- Lietuvos pramonė, 1925
- Metalų technologija: vadovėlis, 1926
- Reaktingųjų vandens turbinų darbo rato apskaičiavimas, 1939
- Reaktyvinių vandens turbinų analitinio skaičiavimo būdas, 1945

## Auszeichnungen
- Gediminas-Orden, 3. Stufe, 1928
- Klaipėdos krašto išvadavimo sidabrinis skydas
- Stern von Šaulių sąjunga